# 견신라사
견신라사(일본어: 遣新羅使)는 고대 야마토 조정(일본)이 신라로 파견했던 사절, 그 가운데서도 특히 신라 문무왕 8년(668년) 이후의 통일신라(統一新羅)에 파견되었던 사신들을 가리키는 용어이다. 호키(寶龜) 10년(779년)을 마지막으로 정규 견신라사는 정지되었으나, 양국의 민간교류는 계속해서 이어졌다.

## 배경
신라와 일본은 일찍부터 지리적으로 가까운 위치에 있었기에 양국간의 전쟁도 많이 있었지만 그만큼 교류도 적지 않았다. 한국의 《삼국사기》(三國史記)에는 이미 탈해 이사금 3년(59년)과 지마 이사금 12년(123년)에 신라와 왜국 사이에 우호가 이루어졌으며, 아달라 이사금 20년(173년)에 야마타이 국의 여왕 히미코가 중국 위(魏)에 사신을 보냈던 해에 신라에도 사신을 보내왔다는 기록이 있다. 첨해 이사금 7년 계유(253년)에 왜국의 사신 갈라고(葛那古)가 신라에 와서 객관에 있었다는 기록이 석우로열전에 남아 있으며, 기림 이사금 3년(300년)에도 신라에 의해 사신 교환이 이루어졌는데, 흘해 이사금 3년(312년) 왜가 신라에 국혼을 요청해 왔을 때 신라는 이에 자국의 왕족 대신 아찬(阿湌) 급리(急利)의 딸을 왜국 왕자에게 시집보냈으며, 35년(344년) 왜국은 다시 사신을 보내 혼인을 요청했지만 흘해 이사금은 자신의 왕녀가 이미 출가했다는 이유로 거절, 이듬해 왜국이 서면으로 신라와의 국교를 끊어버리면서 양국 관계는 다시 긴장관계가 되었다.
4세기 후반 고구려의 팽창과 그에 맞선 백제 사이에 벌어진 전쟁에서 신라는 내물 마립간 36년(391년) 실성(實聖)을 인질로 고구려에 보냄으로써 고구려에 접근하였고, 백제는 왜 세력을 고구려와의 전쟁에 끌어들여 신라를 공격하게 했다. 신라는 고구려에 왜병을 물리쳐줄 것을 호소하여, 『광개토대왕비』(廣開土大王碑) 영락(永樂) 9년(399년)과 10년(400년)조에는 이때 왜병이 신라의 국경에 가득 차있었고, 5만의 고구려군이 신라를 도와 왜병을 임나가라까지 추격해 섬멸했다고 적고 있다. 이러한 고구려의 개입도 왜병의 신라 침공을 원천적으로 차단하지는 못하자 신라는 다시 왜국에 대한 외교적 대책을 세워 실성 마립간 즉위 원년(402년)에 내물 마립간의 왕자 미사흔(未斯欣)을 인질로 왜국에 보내며 왜국과 우호를 맺는데, 여기에는 백제에게서 왜를 떼어놓으려는 고구려의 전략도 작용했다는 지적이 있다. 하지만 이후 왜는 다시 신라를 공격하기에 이르렀고, 소지 마립간 22년(500년)까지 왜의 신라 공격은 산발적으로 이어지다가 소지 마립간 22년을 마지막으로 《삼국사기》 기록에서 완전히 사라지게 된다.
이후로도 신라와 왜, 양국의 교류는 6세기 진흥왕(眞興王)에 의한 가야(加耶) 제국(諸國)의 병합 등 극도의 긴장 관계 속에서도 계속되었다. 《일본서기》(日本書紀)에 따르면 신라는 임나(任那)의 조(調)를 바치기 위한 '조공 사절' 또는 고구려(보덕국) 사신의 송사(送使) 등을 이유로 한 사신 파견이 이루어졌으며, 왜국에서도 고교쿠 천황(皇極天皇) 원년(642년)과 2년(643년)에 구사카베노기시 이와카네(草壁吉士磐金)와 구사카베노기시 마아토(草壁吉士眞跡)가 각각 신라로 파견되는 등 외교관계가 유지되었다. 신라의 경우 외교 관련 업무를 맡아보던 영객전(領客典)은 진평왕(眞平王) 43년인 건복(建福) 38년(621년)에 이름이 변경되기 전까지 그 이름이 왜전(倭典)이었는데, 이것은 신라의 주요 외교 대상이 왜국이었음을 시사하는 것이다. 또한 신라는 고교쿠 천황의 즉위를 하례하는 하등극사(賀騰極使)와 함께, 선대 조메이 천황(舒明天皇)을 조문하기 위한 조상사(弔喪使)를 보내기도 했다. 고토쿠 천황(孝德天皇) 다이카(大化) 2년(646년)에 다카무코노하카샤 구로마로(高向博士黑麻呂)가 사신으로 온 데에 이어, 3년(647년)에는 신라의 대아찬 김춘추(金春秋)가 직접 왜국으로 건너와 왜국 조정과 교섭했는데, 《일본서기》는 김춘추를 신라의 '인질'이라 부르면서 "용모가 아름답고 쾌활하게 담소하였다"는 기록을 남기는 등 사신으로 온 김춘추에 대한 왜국 조정의 평가는 우호적이었다. 김춘추의 왜국 방문은 백제에 대한 공세를 준비하는 과정에서 백제의 오랜 동맹이자 우호국이었던 왜를 백제로부터 떼어놓기 위한 외교적인 술책의 하나로 지적된다.
일본에서 견신라사 파견이 빈번히 이루어지게 된 배경은, 태종 무열왕(太宗武烈王) 7년/사이메이 천황(齊明天皇) 6년(660년) 나 · 당 연합군에 의해 백제가 멸망하고, 문무왕 3년/덴지 천황(天智天皇) 2년(663년)의 백강구 전투(白江口戰鬪)로 당나라와의 관계마저 긴장상태가 되어버린 데에 있었다. 이러한 상황에서 일본과 당은 견당사를 실시하는 등으로 관계 개선하고 있었지만, 일본 국내에는 장차 당나라가 일본으로 쳐들어 올 것이라는 풍문이 나돌았고, 문무왕 8년/덴지 천황 7년(668년)에는 고구려의 멸망으로 당나라로부터의 압력이 가중된 것에 위기를 느낀 신라와의 이해가 일치한 점 등에서 신라와 일본이 공동으로 대항하고자 하는 움직임의 일환으로서 빈번한 교류가 시작되었다고 여겨진다. 백강구 전투에서 일본과 신라와의 직접적인 전투는 거의 없었던 점 등에서 일본측도 받아 들이기 쉬웠다고 여겨지며, 일본측으로서도 선진 기술의 수입 외에도 해외 정세를 조사하기 위한 목적도 있었다고 여겨진다.

## 경위
신라 사신의 귀국에 즈음해 일본 조정은 신라왕에게 배 1척과 비단 50필, 면 500둔, 위(韋) 100매를 선물로 보냈다. 이 무렵부터 신라에 유학하고 돌아온 승려들이 중용되었는데, 고대 일본의 율령관제의 특징인 사등관(四等官)에서는 신라 관제의 영향을 받은 흔적들이 나타나고 있다.
신라 조정에서는 문무왕(文武王) 18년/덴무 천황(天武天皇) 7년(678년)에 병부(兵部)에서 선박을 맡아보는 선부(船府)라는 관청을 독립시켜 개설하기도 하고 효소왕(孝昭王) 7년/몬무 천황(文武天皇) 2년(698년)에 일본의 사신을 효소왕이 친히 왕궁의 숭례전(崇禮殿)에서 접견하기도 했다. 성덕왕 2년/다이호(大寶) 3년(703년)에 신라를 방문한 일본 사절단의 총인원은 204명이나 되었다..
그러나 양국 관계는 한반도를 통일하고 국가 의식을 높여 일본과의 대등한 관계를 요구한 신라에 대해 일본이 속국 취급한 것에 의해 악화되었다. 성덕왕 26년/쇼무 천황(聖武天皇) 진키(神龜) 4년(727년) 발해의 사신이 처음으로 일본에 온 뒤, 성덕왕 30년/쇼무 천황 덴표(天平) 4년(731년) 일본의 배 3백 척이 신라의 동해안을 습격해 주민들을 약탈하는 사태가 벌어지기도 했다. 성덕왕(聖德王) 34년/쇼무 천황 덴표 7년(735년)에 헤이조쿄(平城京)에 들어온 신라 사신은 일본 조정에 자국의 국호가 왕성국(王城國)으로 개칭되었음을 알렸는데, 일본 조정은 신라 사신의 무례함을 트집잡아 돌려보냈다. 이 해에 신라는 당나라로부터 패강(대동강) 이남에 대한 신라 영유권을 공식 인정받는 등 당나라와의 국교가 완전히 정상화되었으며, 이것은 발해의 성립과 팽창으로 당나라가 발해의 후방에 있는 신라와의 관계를 회복할 필요를 느꼈던 데에서 나온 것으로, 마찬가지 이유로 발해에서도 신라와 지리상으로 가까운 일본에 사신을 파견하고 있었다.
신라 성덕왕 35년/덴표 8년(736년) 일본은 아베노 쓰구마로(阿倍繼麻呂)를 대사(大使)로서 신라에 보냈지만 그는 신라에서 외교 사절로서의 예우를 받지 못했고, 일본은 이세 신궁(伊勢神宮) 등 전국의 여러 신사에 '신라의 무례상'을 보고하며 신라 조복(調伏)을 비는 봉폐를 올렸다(《속일본기》). 이후 일본에서는 한동안 신라의 사절들을 다자이후(大宰府)에서 돌려보내는 등 수도로 들어오는 것을 허락하지 않았다. 덧붙여 아베노 쓰구마로는 귀국 도중에 병사하고 나머지 견신라사들이 귀국한 뒤, 일본에서는 헤이조쿄를 비롯한 지역에서 천연두로 보이는 역병이 돌았다. 이 역병은 오랫동안 신라에서 반입된 것으로 여겨져 왔지만 수행원이었던 유키노무라지 야카마로(雪連宅満)가 신라에 도착하기도 전에 이미 병사한 점이나, 《삼국사기》에도 견신라사가 신라에 온 시점(736년)을 전후해 성덕왕을 비롯한 신라측 요인의 급사 사실이 기록되어 있는 점을 볼 때 견신라사가 일본을 출발한 단계에서 이미 감염자가 있었고 그가 양국을 오가면서 신라와 일본 두 나라에 감염이 확대되었을 가능성도 지적되고 있다.
경덕왕(景德王) 11년/고켄 천황(孝謙天皇) 덴표쇼호(天平勝寶) 4년(752년), 신라 왕자 한아찬(韓阿湌) 김태렴(金泰廉) 등 7백여 명의 신라 사절단이 일본을 방문하여 조공하였다. 이들 신라 사절단은 나라(奈良)의 대불 도금용으로 대량의 금을 일본에 반입해 왔다고 추정되는데, '조공' 형식을 취한 의도는 분명하지 않지만 당시 당나라나 발해와의 관계를 포함한 국제 정세를 고려해 극도로 긴장되어 있던 양국 관계의 긴장 완화를 도모했다고 하는 측면과 교역에 의한 실리 중시라는 측면이 있다고 보여진다. 또한 김태렴은 실제 왕자는 아니었다는 연구가 있어 '왕자'로서의 조공보다 적극적인 통상 활동에 목적이 있었다고도 여겨진다. 경덕왕 12년/덴표쇼호 5년(753년) 2월에 일본의 고켄 천황은 종5위하 오노노 다모리(小野田守)를 대사로 하는 '회답' 사절단을 신라에 파견했지만, 이들 일본 사신들을 신라는 "거만하고 예의가 없으므로 왕이 접견도 하지 않았고"(慢而無禮王不見之), 사신들은 경덕왕을 알현도 하지 못하고 돌아가야 했다. 《속일본기》에는 이 해에 당나라의 조정에서 열린 신년 의식에서 견당사 오오토모노 고마로(大伴古麻呂)가 신라 사신과 석차를 다투어 자신의 뜻을 관철시키는 사건이 일어나기도 했다.
신라와 일본 양국의 교류에 장애가 되었던 가장 큰 요인은 일본의 신라에 대한 '번국 사상'에 있었는데, 일본의 자국의 제도개혁 과정에서의 궁극적 모델로 삼았던 당나라와의 현실적인 격차에서 오는 한계, 그리고 당시 일본으로 망명하여 일본 조정의 지배계층으로 흡수된 옛 백제 · 고구려계 망명인들로부터 비롯된 신라에 대한 적대관이 이러한 '신라 번국관(觀)'을 형성한 요인이었다. 당시 세계 최강의 제국으로서 휘하에 수많은 '번국'을 거느리고 있었던(그런 당나라와 조공 · 책봉 형식의 외교관계를 맺은 신라는 형식상 그 '번국'의 하나였다) 당나라와는 달리, 실질적으로 일본의 영향하에 있던 '외국'이란 아이누의 조상 등이 섞여 있는 혼슈(本州) 북부 지방의 선주민인 에미시(蝦夷)나 규슈(九州) 지역 선주민인 구마소(熊襲), 하야토(集人) 등 열도의 오지 주민들 정도에 불과했고 그나마 이들도 빈번히 전쟁을 일으키는 등 일본을 무조건적으로 '종주국'으로 인정하지도 않는 현실에서, 일본 조정은 현실이 아닌 '관념'의 세계에서 신라 등 당나라의 형식적인 '번국'들을 자국의 '번국'으로 표기하기에 이르렀다는 것이다(당나라와 거리가 먼 탓에 신라와 달리 당나라로부터의 책봉을 받은 적이 없었던 점은 일본의 이와 같은 '제국적 몽상'에 더욱 불을 붙였다). 더군다나 당시 일본의 지배계층으로 많이 흡수되어 있던 옛 백제 · 고구려 출신들의 신라에 대한 적대관이 그대로 신라와의 외교에도 투영되었던 것이다.
이러한 긴장관계 속에서, 경덕왕 18년/덴표호지(天平寶字) 3년(759년)에는 에미노 오시카쓰(惠美押勝)의 주도로 군선 394척, 병사 4만 700명을 동원한 본격적인 '신라 원정 계획'을 세웠으나 국내 정세 변화나 발해 측의 비협조(내지는 암묵적인 거부)로 중지되었다.
정규 견신라사는 신라 혜공왕(惠恭王) 16년/고닌 천황(弘仁天皇) 호키(寶龜) 11년(780년)에 정지되고, 견당사의 안부를 묻기 위한 사자가 몇 차례 보내졌을 뿐이다(《일본후기日本後紀》). 흥덕왕(興德王) 11년/닌묘 천황(仁明天皇) 조와(承和) 3년(836년), 일본 태정관(太政官)에서는 혹시라도 견당사의 배가 바람을 잘못 만나 신라에 표착할 경우를 대비하여, 그 경우 신라측에서 나서서 견당사들을 무사히 당나라로 보내줄 것을 요청하는 첩문(牒文)을, 무사시노곤노다이죠(武藏權大掾) 기노 미쓰(紀三津)를 시켜 신라의 집사성(執事省)에 전달하게 했다. 하지만 기노 미쓰는 신라 집사성에 이러한 취지를 제대로 전달하지 못하고 횡설수설했고, 신라의 집사성에서는 기노 미쓰의 말과 태정관의 첩문 내용이 서로 맞지 않는 것을 의심하여 기노 미쓰를 제대로 사신으로 대접하지 않고 돌려보냈다고 한다(《속일본후기》). 한편 《삼국사기》에는 애장왕(哀莊王) 7년(806년) 봄 3월과 헌강왕(憲康王) 4년(878년) 8월에 일본에서 사신을 보내왔고 국왕이 그들을 조원전(朝元殿)에서 만나 보았다는 기록이 있다.

## 견신라사 일람
한국과 일본 양쪽의 자료를 종합해보면 670년부터 779년까지 신라에서 일본에 파견된 사행(使行)은 39회(47회라고도)이며, 같은 기간에 신라로 파견된 일본 사행은 25회였다(이 기간 동안 일본에서 당나라로 견당사를 보낸 것은 불과 10차례에 불과했다). 일본에 별다른 관심을 보이지 않고 사신을 잘 파견하지도 않았던 당나라의 경우를 생각해보면 신라와 일본 두 나라가 서로의 교류에 적극적이었다는 결론을 내리기도 한다.
다음의 표는 고구려 멸망(668년) 이후에 신라로 보내진 사신들만을 다루었다.
| 회차 | 파견된 해 | 신라의 국왕      | 사신의 이름                                   | 사신의 관위                     | 일본의 천황             | 일본 연호         | 비고 | 출처                                                        |
| ---- | --------- | ---------------- | --------------------------------------------- | ------------------------------- | ----------------------- | ----------------- | --- | ----------------------------------------------------------- |
| 1    | 668년     | 문무왕 8년       | 미치모리노아손 마로(道守臣麻呂)               | 소산하(小山下)                  | 덴지 천황               | 덴지 천황 7년     | 부사는 기시 오시비(吉士小鮪). 신라의 사신 김동엄(金東厳)의 귀국에 동행하였다.                                                                                   | 《일본서기》                                                |
| 2    | 670년     | 문무왕 10년      | 아즈미노무라지 쓰라타리(阿曇連頬垂)           | 소화하(小花下)                  | 덴지 천황               | 덴지 천황 9년     | | 《일본서기》                                                |
| 3    | 675년     | 문무왕 15년      | 오토모노무라지 구니마로(大伴連國麻呂)         | 소금상(小錦上)                  | 덴무 천황               | 덴무 천황 4년     | 부사(副使)는 미야케노기시 이리시(三宅吉士入石). | 《일본서기》                                                |
| 4    | 676년     | 문무왕 16년      | 모노노베노무라지 이시카와마로(物部連石上麻呂) | 대을상(大乙上)                  | 덴무 천황               | 덴무 천황 5년     | 부사는 야마시로노 모모타리(山背百足). | 《일본서기》                                                |
| 5    | 681년     | 신문왕 즉위 원년 | 우네메노오미 지쿠라(采女臣竹羅)               | 소금하(小錦下)                  | 덴무 천황               | 덴무 천황 10년    | 소사(小使)는 다이마노 기미타테(當摩公楯). | 《일본서기》                                                |
| 6    | 684년     | 신문왕 4년       | 다카무코노오미 마로(高向臣麻呂)               | 소금하                          | 덴무 천황               | 덴무 천황 13년    | 부사는 소산하(小山下) 쓰노노오미 우시카이(都努臣牛甘). 신라에서 승려 심상(観常)을 데리고 귀국하다.                                                              | 《일본서기》                                                |
| 7    | 687년     | 신문왕 7년       | 다나카노아손 노리마로(田中朝臣法麻呂)         | 직광사(直廣肆)                  | 지토 천황(持統天皇)     | 지토 천황 원년    | 부사는 추대이(追大貳) 모리노기미 갓타(守君苅田)였다. 지토 천황의 명으로 덴무 천황의 상을 신라에 전하였다.                                                       | 《일본서기》                                                |
| 8    | 692년     | 효소왕 즉위 원년 | 오키나가노마히토 오유(息長眞人老)             | 직광사                          | 지토 천황               | 지토 천황 6년     | 무대이(務大貳) 가와치노 이미키노 무라치(川內忌寸連), 권대이(勤大貳) 오토모노스쿠네 고키미(大伴宿禰子君) 및 학문승(學問僧) 변통(辨通) · 신예(神叡)가 동행하였다. | 《일본서기》                                                |
| 9    | 695년     | 효소왕 4년       | 오노노아손 게누(小野朝臣毛野)                 | 직광사                          | 지토 천황               | 지토 천황 9년     | 부사는 무대이 이키노 하카토코(伊吉博德)였다. | 《일본서기》                                                |
| 10   | 700년     | 효소왕 9년       | 사에키노스쿠네 마로(佐伯宿禰麻呂)             | 직광사                          | 몬무 천황(文武天皇)     | 몬무 천황 4년     | 소사는 근대사(勤大肆) 사미노오미 가사마로(佐味朝臣賀佐麻呂)였다.                                                                                                | 《속일본기》                                                |
| 11   | 703년     | 성덕왕 2년       | 하타노아손 히로타리(波多朝臣廣足)             | 종5위하                         | 몬무 천황               | 다이호 3년        | 효소왕의 죽음을 조문하기 위한 사절로써 사신단 총인원은 모두 204명이었다.                                                                                        | 《삼국사기》, 《속일본기》                                  |
| 12   | 704년     | 성덕왕 3년       | 하타노아야노 도오루(幡文通)                   | 정6위상                         | 몬무 천황               | 게이운(慶雲) 원년 | | 《속일본기》                                                |
| 13   | 706년     | 성덕왕 5년       | 미노노무라지 기요마로(美努連浄麻呂)           | 종5위하                         | 몬무 천황               | 게이운 3년        | 의법(義法)을 데리고 귀국하였다. | 《속일본기》                                                |
| 14   | 712년     | 성덕왕 11년      | 미치노기미 오비토나(道君首名)                 | 종5위하                         | 겐메이 천황(元明天皇)   | 와도(和銅) 5년    | | 《속일본기》                                                |
| 15   | 718년     | 성덕왕 17년      | 오노노아손 우마카이(小野朝臣馬養)             | 정5위하 쇼나곤(少納言)          | 겐쇼 천황(元正天皇)     | 요로(養老) 2년    | | 《속일본기》                                                |
| 16   | 719년     | 성덕왕 18년      | 시라이노후비토 히로나리(白猪史広成)           | 정6위하 대외기(大外記)          | 겐쇼 천황               | 요로 3년          | 신라의 사신 김장언(金長言)을 돌려보낼 송사(送使)였다. | 《속일본기》                                                |
| 17   | 722년     | 성덕왕 21년      | 쓰노후비토 스지마로(津史主治麻呂)             | 정7위하 식부대록(式部大錄)      | 겐쇼 천황               | 요로 6년          | | 《속일본기》                                                |
| 18   | 724년     | 성덕왕 23년      | 하제노스쿠네 도요마로(土師宿禰豊麻呂)         | 종5위상                         | 쇼무 천황               | 진키(神龜) 원년   | | 《속일본기》                                                |
| 19   | 732년     | 성덕왕 31년      | 쓰노오미 야카누시(角朝臣家主)                 | 종5위하                         | 쇼무 천황               | 덴표 4년          | | 《속일본기》                                                |
| 20   | 736년     | 성덕왕 35년      | 아베노아손 쓰구마로(阿倍朝臣繼麻呂)           | 종5위하                         | 쇼무 천황               | 덴표 8년          | 신라의 '무례함'을 일본 조정에 보고하였다. | 《속일본기》 및 《만요슈》(万葉集) 권15                     |
| 21   | 740년     | 효성왕 4년       | 기노아손 히토(紀朝臣必登)                     | 외(外)종5위하                   | 쇼무 천황               | 덴표 12년         | | 《속일본기》                                                |
|      | 742년     | 경덕왕 즉위 원년 | 미상                                          | 미상                            | 쇼무 천황               | 덴표 14년         | 신라측이 사신의 입국을 거부하였다. | 《삼국사기》                                                |
| 22   | 752년     | 경덕왕 11년      | 야마구치노이미키 히토마로(山口忌寸人麻呂)     | 정7위하                         | 고켄 천황               | 덴표쇼호 4년      | | 《속일본기》                                                |
| 23   | 753년     | 경덕왕 12년      | 오노노아손 다모리(小野朝臣田守)               | 종5위하                         | 고켄 천황               | 덴표쇼호 5년      | 경덕왕은 접견도 하지 않았다. | 《삼국사기》, 《속일본기》                                  |
| 24   | 779년     | 혜공왕 15년      | 시모스미치노아손 나가히토(下道朝臣長人)       | 정6위상 다자이쇼칸(大宰少監)    | 고닌 천황               | 호키(寶龜) 10년   | 견당사 판관(遣唐使判官) 우나카미노 미카리(海上三狩) 등을 맞아들여 일본으로 데려온다.                                                                            | 《속일본기》                                                |
| 25   | 799년     | 소성왕 2년       | 오토모노스쿠네 다케마로(大伴宿禰峰麻呂)       | 정6위상                         | 간무 천황(桓武天皇)     | 엔랴쿠(延曆) 18년 | 견신라사 파견이 중지되었다. | 《일본후기》                                                |
| 26   | 803년     | 애장왕 4년       | 인베노스쿠네 하마나리(斎部宿禰浜成)           | 미상                            | 간무 천황               | 엔랴쿠 22년       | 당나라의 사정에 대한 정보 조사 | 《일본후기》 일문(逸文) (《고어습유古語拾遺》 직어識語에서) |
| 27   | 804년     | 애장왕 5년       | 오토모노스쿠네 다케마로(大伴宿禰岑萬里)       | 정6위상 병부성소승(兵部省少丞)  | 간무 천황               | 엔랴쿠 23년       | 견당사선(遣唐使船)에 대한 소식 조사 | 《일본후기》                                                |
|      | 806년     | 애장왕 7년       | 미상                                          | 미상                            | 간무 천황               | 엔랴쿠 25년       | 왕이 조원전(朝元殿)으로 불러 접견하였다. | 《삼국사기》                                                |
|      | 808년     | 애장왕 9년       | 미상                                          | 미상                            | 헤이제이 천황(平城天皇) | 다이도(大同) 3년  | 신라 국왕은 후한 예의로 대접하였다(王厚禮待之). | 《삼국사기》                                                |
| 28   | 836년     | 흥덕왕 11년      | 기노 미쓰(紀三津)                             | 무사시노곤노다이죠 (武藏權大掾) | 닌묘 천황               | 조와 3년          | 견당사의 배가 무사히 당나라로 갈 수 있도록 신라 집사성(執事省)에 요청하는 첩문(牒文)을 가지고 가는 임무였다.                                                    | 《속일본후기(續日本後紀)》                                  |
|      | 864년     | 경문왕 4년       | 미상                                          | 미상                            | 세이와 천황(淸和天皇)   | 조간(貞寬) 6년    | | 《삼국사기》                                                |
|      | 878년     | 헌강왕 4년       | 미상                                          | 미상                            | 요제이 천황(陽成天皇)   | 간교(元慶) 2년    | 조원전에서 접견하였다. | 《삼국사기》                                                |
|      | 882년     | 헌강왕 8년       | 미상                                          | 미상                            | 요제이 천황             | 간교 6년          | 황금 3백 냥과 명주 1백 개를 신라왕에게 바쳤다. | 《삼국사기》                                                |

## 견신라사의 항로
일본의 견신라사가 신라로 오기 위해 택했던 항로에 대해 정사 기록에는 거의 기재되어 있지 않지만, 덴표 8년(736년)의 견신라사 대사였던 아베노 쓰구마로의 일행들이 읊었던 노래가 《만요슈》 제15권의 대부분을 차지하고 있어서 그것을 통해 어느 정도 짐작할 수 있는데, 일본의 수도 헤이조쿄를 출발한 견신라사 일행은 나니와쓰(難波津)를 출발해 세토나이카이(瀬戸內海)를 지나는데, 도중에 가자하야우라(風早浦, 지금의 일본 히가시히로시마시), 빈고국(備後國)의 구라하시 섬(倉橋島), 부젠국(豊前國) 시모게 군(下毛郡)의 후간노우라(分間浦, 지금의 일본 나카쓰시)등을 경유해 지쿠시(筑紫) 다자이후에 있는 고료칸(鴻臚館)에 도달한다. 그 뒤 가라노 도마리(韓亭, 다른 이름으로는 가라하테唐泊、노코노 도마리能許亭、지금의 노코 섬能古島), 히키쓰노 도마리(引津亭, 지금의 이토시마시)에서 고마시마노 도마리(狛嶋亭, 지금의 가시와 섬神集島)으로 건너가, 이키섬(壹岐島), 아사지우라(浅茅浦), 지쿠시키우라(竹敷浦, 곧 지금의 쓰시마시)를 거쳐 신라로 향하는 것이다.

## 문물 교류
앞에서 말한 것처럼 670년부터 779년까지 신라에서 일본에 파견된 사행(使行)은 39회, 일본에서 신라로 파견된 사행은 25회였으며, 일본의 입장에서 이것은 같은 기간 동안 당나라로 보낸 견당사(10회) 사행보다 많은 것이다.
우선 신라로부터 일본에 유입된 문물은 앞에서 설명한 황금(도다이지 대불의 도금을 위한 것) 외에도 은 등의 금속, 고급 직물, 낙타, 앵무새, 공작 등 일본에서는 서식하지 않고 자주 보기도 드문 동물도 있었다. 또한 도다이지 쇼소인(正倉院)에 소장된 보물 가운데 하나인 조모립녀병풍(鳥毛立女屏風)의 하단에 쓰인 「매신라물해(買新羅物解)」(신라 물품에 대한 구매 신청서)를 근거로, 향료, 약물, 안료, 염료, 기물 등도 일본에 유입되어 그 가운데 필요한 것은 일본 조정이 확보하고 나머지는 잉여품은 원하는 사람에게 불하되었다는 견해가 있다.
신라의 입장에서 668년의 고구려 멸망부터 678년에 나당전쟁이 종결되고, 발해의 개창(698년)과 팽창으로 위기를 느낀 당나라와의 국교가 정상화되기까지, 외교관계가 한동안 단절돼 있던 시기에는 일본 이외에 신라 사신들이 왕래할 수 있는 나라가 존재하지 않았고, 당나라와의 국교가 정상화된 뒤에도 사신은 여전히 오고갔다. 일본의 입장에서도, 당나라와 달리 철저한 세습귀족 지배의 사회라는 점에서 신라와 일치점이 있었던 덕분에 당나라보다 신라를 ‘벤치마킹’하기가 수월했던 점, 신라의 가야금과 숟가락, 가위, 칼, 유리잔, 사리기, 그리고 양털로 짠 꽃무늬 방석자리(花氈) 등 신라의 물품에 대한 일본 귀족층의 애호 경향에서 신라와의 외교에 적극성을 띠었다.
《속일본기》권36 고닌키(光仁紀) 호키(寶龜) 11년(779년) 정월에 기록된 신라 사신단의 기록과 관련해, 《삼국사기》 설총열전 및 『서당화상비』(8세기경)에는 신라 사신단의 수행원이었던 설 판관(薛判官), 즉 대판관(大判官) 한나마(韓奈麻) 설중업(薛仲業)이 일본국 진인(眞人), 즉 오우미노 미후네(淡海三船)로부터 그가 지어준 한시를 받았다는 기록이 있다. 일찍이 설중업의 할아버지이기도 한 원효(元曉)의 저서 《금강삼매경론》을 읽고 감탄했던 오우미노 미후네가 신라에서 사신으로 온 설중업이 원효의 손자라는 것을 알고 반가워하며 시를 지어주었다는 것이다. 또한 《삼국사기》 김유신열전과 《속일본기》 권35 고닌키 호키 10년(778년)조 및 같은 책 권36 호키 11년조에는 김유신(金庾信)의 현손(玄孫)으로서 일본에 사신으로 갔던 김암(金巖)을 본 일본왕(고닌 천황?)이 그의 현명함을 보고 일본에 잡아두려 했는데, 마침 당나라에서 와있던 사신 고학림(高鶴林)이 김암을 알아보고 반기는 것을 보자, 김암이 당나라에까지 이름이 알려진 인물임을 알고 억류하지 못했다는 일화를 전하고 있다.
일본에서 하쿠호 문화(白鳳文化)가 융성했던 시기에는 신라에 대한 일본 유학승 파견이 14회에 달했는데, 665년에서 718년까지 일본에서 신라로 유학을 가는 일본 유학승(총 13명)이 당나라로 가는 유학승(같은 기간에 총 9명)보다 많았으며(8세기 후반 이후로는 일본과 당나라 사이의 불교 교류가 점차 적극화되어 신라로 가는 유학승의 수도 줄어들지만) 귀국하는 일본 사신을 따라 736년 일본에 도래해 화엄종을 개창한 심상(審祥)은 신라인으로 알려져 있다.

## 같이 보기
- 견탐라사(遣耽羅使)
- 김태렴